# 張瓊文
張瓊文（1955年8月18日—），臺灣資深女性法官，曾任司法院副秘書長。2016年獲時任總統蔡英文提名為司法院大法官，為同時被提名的五位候選人之中唯一的女性，且於立法院人事同意案中獲得同意票最高票數94票。

## 主要經歷
- 中華民國女法官協會理事長（2015年2月－2017年1月）
- 司法院副秘書長（2015年4月－2016年10月)
- 高雄高等行政法院法官兼院長（2010年11月26日－2015年4月19日）
- 最高行政法院法官（2009年1月5日－2010年11月25日）
- 臺北高等行政法院法官兼庭長（2000年7月1日－2009年1月4日）
- 臺灣高等法院法官（1995年9月30日－2000年6月30日）
- 臺灣臺北地方法院法官兼庭長（1994年7月20日－1995年9月29日）
- 臺灣板橋地方法院法官兼庭長（1993年5月28日－1994年7月19日）